# 细枝隐棱芹
细枝隐棱芹（学名：Aphanopleura leptoclada）为伞形科隐棱芹属的植物，为中国的特有植物，分布于中国西北部的新疆等地，多生长在固定、耕地、移动的砂地或草原上，目前尚未由人工引种栽培。